# Kurt Petzold (Musiker)
Kurt Petzold war ein vogtländischer Volksmusiker und Komponist. Die weiteste Verbreitung fand seine Mazurka Mei herrliches Vogtland.

## Leben
Über das Leben Petzolds, der aus der Stadt Mylau stammte, sind kaum Details bekannt. Er komponierte und textete alle seine Lieder selbst. Nach dem Vorbild von Anton Günther, Hans Soph und Hilmar Mückenberger gab er diese auf Liedpostkarten in hoher Auflage heraus, die er im Selbstverlag in Mylau vertrieb. Er arbeitete dabei eng mit der Hofkunstanstalt Löffler & Co., Greiz zusammen. Die Lieder erschienen teilweise in der Reihe Vogtländische Liederkarten dieses Verlags. Daneben existierte die Reihe Vogtländische Lieder und Tänze, in der die Lieder und Kompositionen Petzolds teilweise aufgenommen wurden.

## Werke
- Mei herrliches Vogtland. Mazurka von Kurt Petzold, Mylau i. Vgtl.

Diese Liedpostkarte erschien in mehreren Auflagen bis zum Ende des Zweiten Weltkrieges in der Hofkunstanstalt Löffler & Co., Greiz, und stand unter deren Geschmacksmusterschutz. Die Karten trugen die Nummern 9038 (bunte Zeichnung) und 19093 (schwarz/weiße Zeichnung).
- V'rgaaß dei Haamit nett. Vogtl. Heimatlied von Kurt Petzold, Mylau i. Vgtl.

Diese Liedpostkarte erschien ebenfalls in der Hofkunstanstalt Löffler & Co., Greiz, und stand unter deren Geschmacksmusterschutz. Die Karte trug die Nummer 19097 und trug auf der Vorderseite neben Liedtext und Noten eine farbige Zeichnung.
- …un' ringsum singt's un' kling's. Vogtl. Stimmungslied'l.

Diese Liedpostkarte erschien in der Reihe Vogtl. Lieder und Tänze: Nr. 24. Text und Musik von Kurt Petzold, Mylau. Das Titelbild auf der Vorderseite trägt die Bezeichnung Vogtländischer Lautensänger und wurde von Werner Diener aufgenommen. Diese Karte wurde ebenfalls in der Hofkunstanstalt Löffler & Co. in Greiz gedruckt und erhielt später die Nummer 21514.
- Su’e sei mir Vogtländr  Mazurka

Diese Liedpostkarte erschien in der Reihe Vogtl. Lieder und Tänze: Nr. 27. Text und Musik von Kurt Petzold, Mylau.
Die genaue Zahl der Karten und deren Erscheinungsfolge bleiben teilweise unbekannt.